# Theodor Ickler
Theodor Ickler (* 7. April 1944 in Krauschwitz) ist ein deutscher Germanist, der vor allem als Kritiker der Rechtschreibreform von 1996 bekannt wurde.

## Werdegang
Ickler studierte an der Philipps-Universität Marburg die Fächer Germanistik, Klassische Philologie und Philosophie für das Lehramt an Gymnasien. Außerdem studierte er Indogermanistik und Chinesisch. Er legte 1970 das Erste Staatsexamen ab, wurde 1973 in Klassischer Philologie und Indogermanistik promoviert und legte 1979 in Berlin das Zweite Staatsexamen ab. 1985 habilitierte er sich an der Universität München im Fach Deutsch als Fremdsprache und ist seit 1987 Professor für dieses Fach an der Universität Erlangen-Nürnberg.
Von 1975 bis 1977 war Ickler Lektor des DAAD in Neu-Delhi (Indien). Außerdem hatte er Gastdozenturen in Innsbruck und Tianjin (Volksrepublik China) inne. 
Ickler lebt in Spardorf in der Nähe von Erlangen. Er ist verheiratet und hat drei Töchter.

## Einsatz gegen die Rechtschreibreform

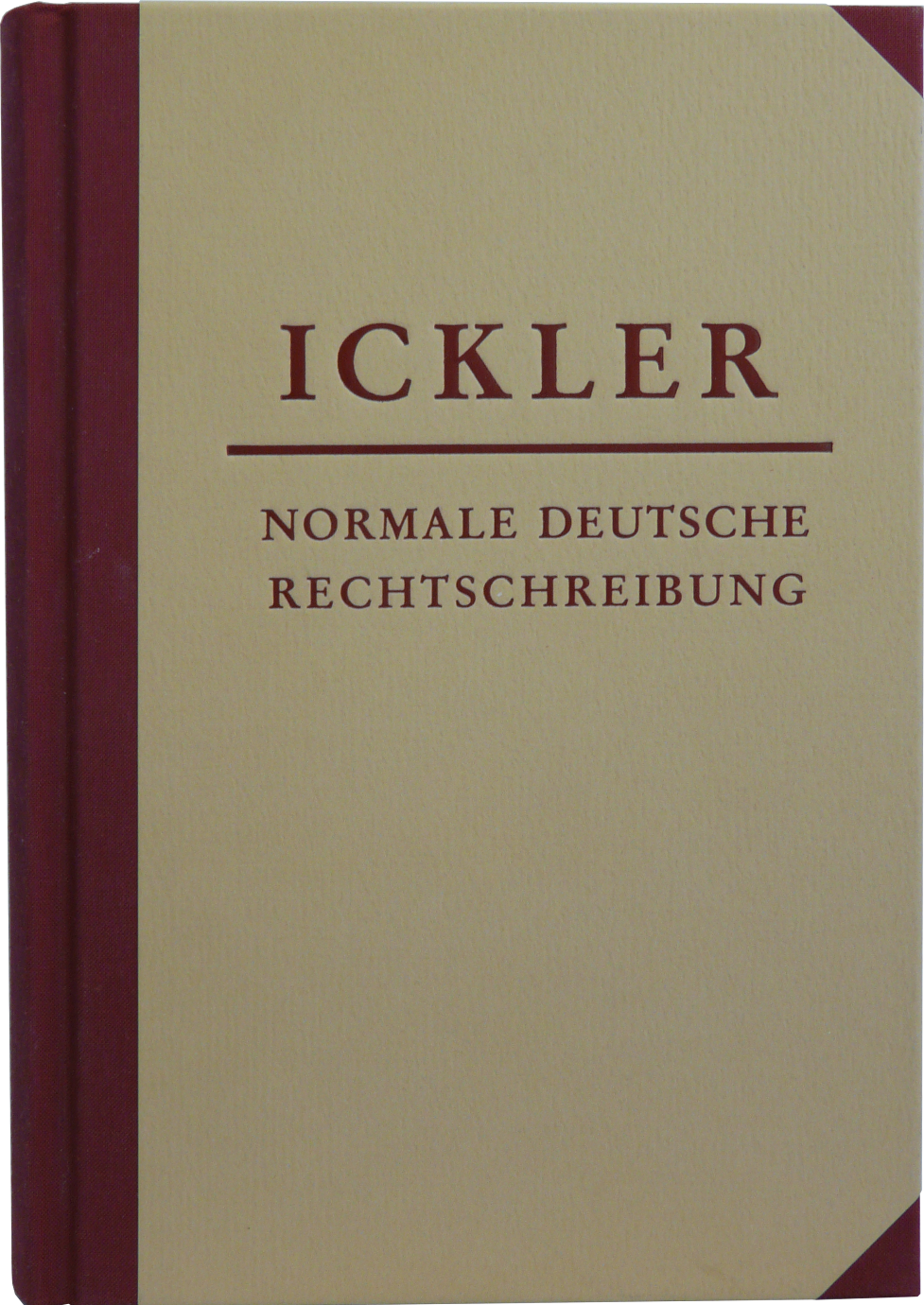
Icklers Rechtschreibwörterbuch

Ickler hat die Rechtschreibreform in mehreren Büchern und zahlreichen Artikeln detailliert kritisiert. Als Sachverständiger trat er in Anhörungen zur Rechtschreibreform vor dem Rechtsausschuss des Deutschen Bundestages, bei der Anhörung vor der Zwischenstaatlichen Kommission für deutsche Rechtschreibung und im Verfahren zur Reform vor dem Bundesverfassungsgericht auf. Darüber hinaus sprach er sich in Vorträgen und Podiumsdiskussionen gegen die Reform aus.
In seiner Publikation Kritischer Kommentar zur „Neuregelung der deutschen Rechtschreibung“ kommentiert er die präskriptiv geänderten Regeln und Einzelwortschreibungen der reformierten Rechtschreibung kritisch im Detail. In seinem orthographischen Wörterbuch Normale Deutsche Rechtschreibung dokumentiert er als Gegenentwurf deskriptiv die Ende des 20. Jahrhunderts übliche deutsche Rechtschreibung auf Basis des von ihm ausgemachten „tatsächlichen Schreibgebrauchs“. Als Vertreter des P.E.N. war Ickler bis Februar 2006 Mitglied im Rat für deutsche Rechtschreibung, den er unter Protest verließ. Über die Zeit seiner Mitarbeit bekundete er: „Ich war der einzige Reformgegner im Rat, außerdem gab es noch einige Reformkritiker.“

## Auszeichnungen
1977 und 1978 erhielt Ickler den Preis der Deutschen Akademie für Sprache und Dichtung. 2001 wurde er mit dem Deutschen Sprachpreis ausgezeichnet. Damit wurden vor allem seine Arbeiten zur Orthographietheorie und -geschichte gewürdigt. Im selben Jahr wählten ihn die Leser der Deutschen Sprachwelt zum „Sprachwahrer des Jahres“. Am 8. Juni 2005 wurde Ickler zum Mitglied des PEN-Zentrums Deutschland gewählt.

## Veröffentlichungen (Auswahl)
- Platons sogenanntes „Hypothesis-Verfahren“. Dissertation, Universität Marburg, Fachbereich Altertumswissenschaft, 1973, 113 S.
- Wortgebrauch und Wortwissen (unveröffentlichte Habilitationsschrift), Universität München, 1984.
- Die sogenannte Rechtschreibreform. Ein Schildbürgerstreich. Leibniz, St. Goar 1997, 207 S., ISBN 3-931155-09-9 (Voransicht bei Google Books).
- Kritischer Kommentar zur „Neuregelung der deutschen Rechtschreibung“. Mit einem Anhang zur „Mannheimer Anhörung“. 2. durchgesehene u. erw. Auflage, Palm & Enke, Erlangen und Jena 1999, 289 S., ISBN 3-7896-0992-7 (Erlanger Studien, Band 116), (Hier herunterzuladen; PDF, 891 kB).
- Die Disziplinierung der Sprache. Fachsprachen in unserer Zeit. Narr, Tübingen 1997, 438 S., ISBN 3-8233-4544-3 (Forum für Fachsprachen-Forschung; Band 33).
- Normale deutsche Rechtschreibung. Sinnvoll schreiben, trennen, Zeichen setzen. 4. erweiterte Auflage, Leibniz, St. Goar 2004, 579 S., ISBN 3-931155-14-5 (früher u.d.T.: Das Rechtschreibwörterbuch).
- Regelungsgewalt. Hintergründe der Rechtschreibreform. Leibniz, St. Goar 2001, 312 S., ISBN 3-931155-18-8 (Hier herunterzuladen; PDF, 1,9 MB).
- Rechtschreibreform in der Sackgasse: Neue Dokumente und Kommentare. Leibniz, St. Goar 2004, 276 S., ISBN 3-931155-22-6 (Hier herunterzuladen; PDF, 1,7 MB).
- Sprachwissenschaftliches Gutachten zur „Petition zur Beendigung des Rechtschreibreformprojekts“ sowie zur Replik des Ministeriums für Bildung, Wissenschaft und Kultur des Landes Mecklenburg-Vorpommern (PDF, 117 kB). Erlangen, 5. Mai 2004.
- Falsch ist richtig. Ein Leitfaden durch die Abgründe der Schlechtschreibreform. Droemer, München 2006, 271 S., ISBN 978-3-426-27391-3.
- Wie gut ist die deutsche Sprache? In: Deutscher Sprachpreis 2001–2005. Hrsg. im Auftrag der Henning-Kaufmann-Stiftung zur Pflege der Reinheit der Deutschen Sprache von Ulrich Knoop. IFB-Verlag im Institut für Betriebslinguistik, Paderborn 2007, 207 S., ISBN 3-931263-71-1, hier S. 23–40.
- Schlankdeutsch. IFB Verlag Deutsche Sprache, Paderborn 2019, 247 S., ISBN 978-3-942409-84-1.
- Der Rat für deutsche Rechtschreibung in Dokumenten und Kommentaren. Frank & Timme, Berlin 2021, ISBN 978-3-7329-0737-3.